# Visó americà
El visó americà (Neogale vison) és un mustèlid originari de Nord-amèrica introduït a gairebé tot Europa. Forma part de la llista de les 100 espècies invasores més nocives d'Europa.
El seu pelatge és generalment negre o marró fosc, i el seu pes és d'aproximadament 1,5 kg en els mascles i d'1 kg en les femelles. Habitualment presenta una taca blanca al musell de la mandíbula inferior, encara que es pot presentar en ambdós llavis. Sobre una mostra de 249 visons americans de granja analitzats a Catalunya, un 1,2% presenten un disseny molt similar al del visó europeu i un 8,8% alguna mena de taca en ambdós llavis, encara que en aquest segon cas no hi ha possibilitat de confusió.
Tanmateix, s'ha de fer esment que aquesta espècie té una certa similitud amb la llúdria, raó per la qual són moltes les confusions que tenen lloc. No obstant això, la talla de la llúdria, considerablement més gran (entre 3 i 6 cops més pesada), en facilita la determinació.

## Distribució i hàbitat
El visó americà és una espècie de distribució Neàrtica, i manca a Mèxic, la zona meridional dels Estats Units i els territoris al nord del cercle polar àrtic. A Euràsia ha estat introduït en gran part dels països europeus i a la Sibèria russa. A la península Ibèrica és present al Sistema Central, al sud de Galícia i al Principat de Catalunya. Darrerament també es troba a Terol i Cantàbria.
Al Principat de Catalunya fou introduït com a espècie domèstica al començament de la dècada dels setanta del segle xx en dues granges pelleteres a Viladrau i Taradell (Osona). Foren aquestes les que varen originar la presència en estat salvatge de l'espècie, principalment la segona, que va patir un incendi l'any 1983 el qual va propiciar l'escapada massiva d'aquests animals. Posteriorment, es va intentar reconstruir-la, i se'n van escapar, si més no, 10 femelles gestants, la qual cosa va contribuir a l'arrelament de l'espècie al Montseny i rodalia.
El visó americà s'ha estès posteriorment i ha colonitzat les comarques d'Osona, el Vallès Oriental i Occidental, el Bages, la Selva, el Gironès, el Baix Empordà, el Pla de l'Estany i la Garrotxa. Durant el 1994 se'l va albirar als Aiguamolls de l'Empordà. No obstant això, algunes dades no constatades el situen també al Maresme, sud del Berguedà i Ripollès.
Els factors que han determinat la seva expansió i distribució són la configuració de les conques hidrogràfiques i la manca d'altres depredadors competidors, com la llúdria i el turó comú. S'ha de dir que aquesta expansió segueix un ritme molt ràpid. Així, entre l'any 1985 i el 1990, l'àrea ocupada pel visó americà s'ha incrementat en un 190%, i actualment s'estima en més de 3.300 km².
A la regió Paleàrtica viu en hàbitats semblants als que ocupa a Nord-amèrica, constituïts per cursos i masses d'aigua, preferiblement amb abundant vegetació de ribera. Hom l'ha localitzat a les capçaleres dels rius fins al nivell del mar (la Tordera, Blanes). A més, hom el troba en rius amb una gran contaminació i degradació (com ara la Tordera o el Ter).

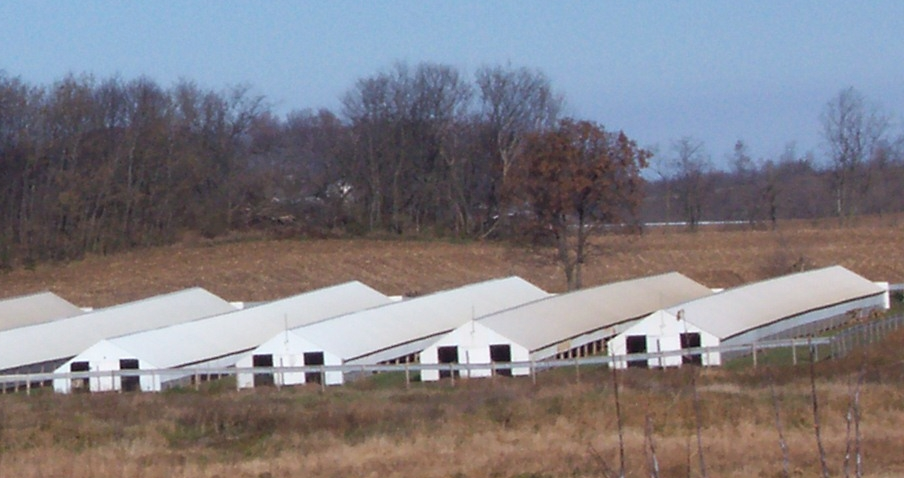
Granja pelletera especialitzada en visons americans de St. Anna, Wisconsin, Estats Units

## Reproducció
Les femelles donen a llum una ventrada d'entre dues i deu cries (cinc de mitjana) una vegada a l'any després d'una gestació que dura entre quaranta i vuitanta dies. Els embarassos més llargs probablement són deguts a una implantació tardana dels òvuls fertilitzats.

## Gestió i conservació
Des de l'any 1930, els visons americans s'han escampat per molts països europeus (Gran Bretanya, Irlanda, França, els Països Baixos, Suècia, Alemanya, Polònia, Rússia, etc.). Diversos autors han estudiat la incidència de la presència del visó americà a Europa considerant-la com a negativa.
El visó americà és un carnívor que s'ha adaptat molt bé als medis on ha estat introduït i és capaç d'alimentar-se d'un gran espectre de preses. Pot exercir una pressió excessiva sobre espècies protegides de la fauna catalana i sobre altres de cinegètiques i piscícoles. Sobre les espècies les poblacions de les quals ja són massa reduïdes el seu efecte pot ésser decisiu. És el cas de l'almesquera al centre de la península Ibèrica i de certes espècies d'urodels al Montseny. En aquest segon cas, s'ha constatat que durant la primavera aprofiten els desplaçaments de les salamandres (Salamandra salamandra) per depredar totes les que troben, i es poden veure desenes d'aquests animals morts amb la pell i les glàndules sense ingerir. També pot ser preocupant el seu efecte envers els tritons.

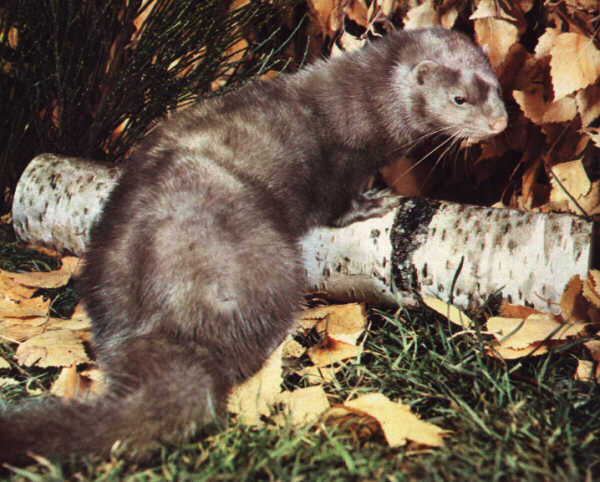
Visó americà en estat salvatge

Com que la seva dieta és molt variada, el visó americà pot ésser un seriós competidor d'altres depredadors autòctons de la fauna catalana, com ara la llúdria, el turó comú o el visó europeu. Una de les causes de la rarefacció d'aquest darrer mustèlid a l'Europa atlàntica és la presència del visó americà a les mateixes zones de distribució, on ocupa el mateix hàbitat i nínxol ecològic. Els estudis més recents semblen confirmar que en condicions normals la llúdria no es veu afectada pel visó americà, sinó que més aviat aquesta darrera espècie constitueix un factor que contribueix a aturar el procés d'expansió d'aquest carnívor al·lòcton. El visó americà aprofita els territoris que la llúdria abandona per causa de l'ésser humà i les seves activitats. A més, a Catalunya de moment no s'encavalquen les distribucions d'ambdós mustèlids.
Al Principat de Catalunya, les zones de distribució del turó comú i del visó americà coincideixen a les comarques de la Garrotxa i part nord del Gironès. Hom no sap encara quin tipus de competència pot donar-se entre ells.
Actualment, és permesa la caça del visó americà a Catalunya, encara que no és molt gran el nombre d'individus abatuts per trets o caçats amb paranys. Hom calcula que aquesta xifra és d'uns 20-40 anualment. Al Montseny-Montnegre va suposar un 2,1% del carnívors morts per causa antròpica, entre el 1987 i el 1990.
El 2017 ja no hi havia granges en funcionament a Catalunya.
Finalment, s'ha de fer esment de l'estudi que sobre la biologia i ecologia d'aquesta espècie hom està realitzant, emprant fins i tot tècniques de radioseguiment per tal de conèixer la realitat de l'espècie i poder assolir una gestió acurada.